# فيرتشوا فايتر
فيرتشوا فايتر(بالإنجليزية:Virtua Fighter ؛ باليابانية:バーチャファイター) هي لعبة فيديو قتالية آركيد من ناشر من قبل سيجا و تطوير من قبل سيجاAM2 وهي الجزء الأول من سلسلة فيرتشوا فايتر في عام 1993، وتعتبر لعبة أول لعبة فيديو قتالية ثلاثي الأبعاد في العالم، ومن ثم صدرت على الأجهزة المنزلية هم سيجا 32إكس وساترن في عام 1995 وويندوز في عام 1996.

## شخصيات
- أكيرا يوكي
- جاكي براينت
- لاو شان
- كاجي مارو
- وولف هووكفيلد
- جفري ماكوايلد
- باي شان
- سارة براينت
- دورال

## روابط خارجية
- فيرتشوا فايتر على موقع IMDb (الإنجليزية)
- فيرتشوا فايتر على موقع الموسوعة البريطانية (الإنجليزية)